# Sportjahr 1868
Liste der Sportjahre

◄◄ | ◄ | 1864 | 1865 | 1866 | 1867 | Sportjahr 1868 | 1869 | 1870 | 1871 | 1872 | ► | ►►

Weitere Ereignisse

## Ereignisse

### Crocket / Tennis
- Der All England Croquet Club wird gegründet. Wenig später nimmt er neben Croquet auch Tennis in sein Programm auf.

### Golf

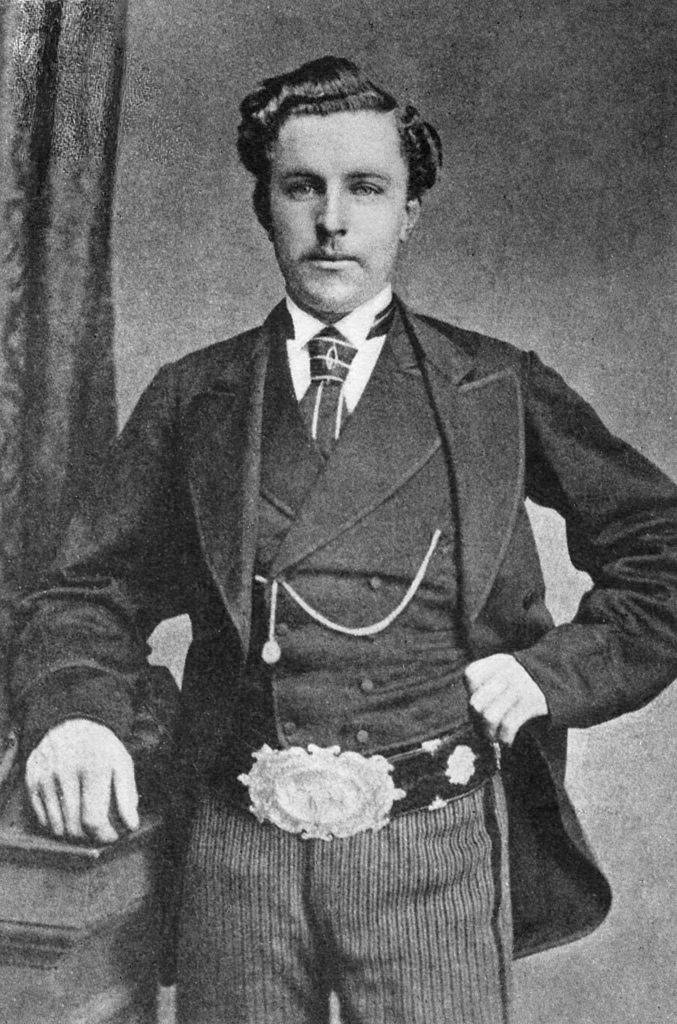
Young Tom Morris mit dem Championship-Gürtel

- Young Tom Morris gewinnt im Alter von 17 Jahren erstmals The Open Championship im Golf. Dabei gelingt ihm am achten Loch in Prestwick das erste Hole-in-one.

### Fußball
- 1. bis 15. Februar: Sheffield Wednesday gewinnt den Cromwell Cup, das zweite Fußballturnier an der Bramall Lane in Sheffield.

### Pferdesport
- 17. Mai: Die Berliner Galopprennbahn Hoppegarten wird in Dahlwitz-Hoppegarten in Anwesenheit von König Wilhelm I. in Betrieb genommen.

### Radsport
- 31. Mai: Der Brite James Moore gewinnt im Parc de Saint-Cloud bei Paris eines der ersten Radrennen. Das Rennen geht über die Strecke von 1.200 Metern.
- 1. November: Vier Teilnehmerinnen tragen in Bordeaux den ersten rein weiblichen Wettbewerb im Radsport im Parc Bordelais aus.

### Rudern
- 4. April: Oxford besiegt Cambridge im Boat Race in 20′56″.
- 24. Juli: Harvard besiegt Yale in der Harvard-Yale-Regatta in 17′48.5″.

### Segeln
- In Hamburg wird der Norddeutsche Regatta Verein gegründet.

### Turnen
- Theodor Georgii und Ferdinand Goetz gründen die Deutsche Turnerschaft. als Zusammenschluss der Turnvereine in Deutschland und auch der deutschen Turnvereine im nahegelegenen Ausland, zum Beispiel in Prag.

### Wintersport
- Der Norweger Sondre Norheim erreicht beim Skispringen auf dem Telemarkbakken in Skien, Norwegen, die Weite von 19,5 Metern und stellt damit den ersten offiziellen Skisprungweltrekord auf.
- Der US-amerikanische Eiskunstlauf-Pionier Jackson Haines kommt auf Einladung des neu gegründeten Wiener Eislaufvereins nach Wien. Seine Auftritte auf dem Platz des Vereins sind die eigentliche Geburtsstunde des modernen Eiskunstlaufsports und ein riesiger Erfolg. Die Reihen der anwesenden Zuschauer sind begeistert, als er einen Walzer über das Eis läuft. Daraus resultiert die Gründung der Wiener Schule im Eiskunstlauf und die fundierte Ausbildung der Wiener Eisläufer.

## Geboren

### Erstes Halbjahr
- 02. Januar: Arthur Gore, britischer Tennisspieler († 1928)
- 26. Januar: Beatrice Hill-Lowe, britische Bogenschützin († 1951)

- 09. Februar: Joseph Charles, US-amerikanischer Tennisspieler († 1950)
- 14. Februar: André Regaud, französischer Sportschütze († 1945)
- 15. Februar: Émile Fisseux, französischer Bogenschütze († unbekannt)

- 01. März: Achille Paroche, französischer Sportschütze († 1933)
- 19. März: Senda Berenson Abbott, US-amerikanische Sportlehrerin († 1954)
- 23. März: Georges van der Poele, belgischer Reiter (* 1944)
- 29. März: Selwyn Edge, britischer Automobilrennfahrer († 1940)
- 31. März: Viktor Voß, deutscher Tennisspieler († 1936)
- 000März: William Attrill, britischer Cricket- und Fußballspieler († 1939)

- 07. April: Edgar Adams, US-amerikanischer Schwimmer und Wasserspringer († 1940)
- 25. April: Ernst Linder, schwedischer Dressurreiter († 1943)
- 28. April: Hélène de Pourtalès, Schweizer Seglerin († 1945)

- 05. Mai: Leonardus Salomonson, niederländischer Degenfechter († 1955)
- 13. Mai: Sumner Paine, US-amerikanischer Sportschütze († 1904)
- 17. Mai: John Martin, britischer Sportschütze († 1951)

- 06. Juni: Dawid Janowski, polnischer Schachspieler († 1927)
- 16. Juni: Märtha Adlerstråhle, schwedische Tennisspielerin († 1956)
- 23. Juni: Peter Stiehl, deutscher Ringer († unbekannt)
- 29. Juni: Julius Beresford, britischer Ruderer († 1959)

### Zweites Halbjahr
- 12. Juli: Karl Conrad Röderer, Schweizer Sportschütze († 1928)
- 16. Juli: Georges de la Chapelle, französischer Tennisspieler († 1923)
- 28. Juli: Harry Blackstaffe, englischer Ruderer († 1951)

- 11. August: Georg Sorge, deutscher Radrennfahrer und Fahrradhersteller († 1954)
- 20. August: Ellen Roosevelt, US-amerikanische Tennisspielerin († 1954)
- 23. August: Mylie Fletcher, kanadischer Sportschütze († 1959)
- 25. August: Nikolaos Levidis, griechischer Sportschütze († unbekannt)
- 26. August: Louis Auguste-Dormeuil, französischer Segler († 1951)

- 04. September: Franz Gerger, österreichischer Radrennfahrer († 1937)
- 22. September: Eustace Miles, britischer Jeu-de-Paume-Spieler († 1948)
- 26. September: Henry Sutton, britischer Segler († 1936)
- 28. September: Pierre Pratviel, französischer Turner († 1953)

- 03. Oktober: Charles Brodbeck, Schweizer Turner († 1944)
- 07. Oktober: Fred Hovey, US-amerikanischer Tennisspieler († 1945)
- 28. Oktober: James Connolly, US-amerikanischer Leichtathlet, erster Olympiasieger der Neuzeit († 1957)

- 04. November: Camille Jenatzy, belgischer Automobilrennfahrer und Konstrukteur († 1913)
- 08. November: Arthur MacEvoy, britischer Cricketspieler († 1904)
- 11. November: Domenico Giambonini, Schweizer Sportschütze († 1956)
- 18. November: Hendrikus van Bussel, niederländischer Bogenschütze († 1951)
- 26. November: Philip Hunloke, britischer Segler († 1947)
- 28. November: Arthur Linton, walisischer Radrennfahrer († 1896)

- 23. Dezember: Richard Teichmann, deutscher Schachmeister († 1925)
- 24. Dezember: Emanuel Lasker, deutscher Schachspieler, 1894–1921 Weltmeister († 1941)
- 24. Dezember: Georg Meyer, deutscher Sportschütze († unbekannt)
- 31. Dezember: Wladimir Nikolajewitsch Orlow, russischer Gespannfahrer († 1927)

### Genaues Geburtsdatum unbekannt
- Peter Easte, britischer Sportschütze († 1930)
- Alfred Hughes, britischer Segler († 1935)